# 麻見和史
麻見 和史（あさみ かずし、1965年 -）は、日本の小説家、推理作家。

## 経歴・人物
千葉県生まれ。立教大学文学部日本文学科卒業。2006年、『ヴェサリウスの柩』で東京創元社主催の第16回鮎川哲也賞を受賞、小説家デビューを果たす。『警視庁捜査一課十一係』シリーズ は累計68万部を突破している。日本文藝家協会会員、本格ミステリ作家クラブ会員。
『警視庁殺人分析班』シリーズが2015年からWOWOW「連続ドラマW」にて『殺人分析班』シリーズとしてテレビドラマ化、2016年に『特捜7 銃弾』がテレビドラマ化された。また2018年には『警視庁文書捜査官』が『未解決の女 警視庁文書捜査官』として地上波連続ドラマ化。

## 作風
デビュー作『ヴェサリウスの柩』および第2作『真夜中のタランテラ』では医学、医療を題材としていたが、デビューから6年目に第3作『石の繭 警視庁捜査一課十一係』を発表。以降、警察小説を中心に作品を刊行している。現在、多様なテーマや切り口で警察小説が描かれる中、麻見作品では警察小説のフォーマットと本格ミステリ的な謎解きが融合されている。
初期に執筆された2作品は医学的な題材に江戸川乱歩風の猟奇趣味を交えた作風だった。しかし『石の繭 警視庁捜査一課十一係』では分析捜査とチームワーク、新米女性刑事の成長物語を描き、それに続く『水葬の迷宮 警視庁特捜7』や『警視庁文書捜査官』等の作品でも、個性的な若い女性警察官を登場させている。

## 作品リスト

### 警視庁捜査一課十一係/警視庁殺人分析班シリーズ
講談社文庫版はサブタイトルが「警視庁殺人分析班」となっている。
- 石の繭 警視庁捜査一課十一係（2011年5月 講談社ノベルス / 2013年5月 講談社文庫）
- 蟻の階段 警視庁捜査一課十一係（2011年10月 講談社ノベルス / 2013年10月 講談社文庫）
- 水晶の鼓動 警視庁捜査一課十一係（2012年5月 講談社ノベルス / 2014年5月 講談社文庫）
- 虚空の糸 警視庁捜査一課十一係（2013年4月 講談社ノベルス / 2015年5月 講談社文庫）
- 聖者の凶数 警視庁捜査一課十一係（2013年12月 講談社ノベルス / 2016年1月 講談社文庫）
- 女神の骨格 警視庁捜査一課十一係（2014年12月 講談社ノベルス / 2016年11月 講談社文庫）
- 蝶の力学 警視庁捜査一課十一係（2015年12月 講談社ノベルス / 2017年7月 講談社文庫）
- 雨色の仔羊 警視庁捜査一課十一係（2016年11月 講談社ノベルス / 2019年1月 講談社文庫）
- 奈落の偶像 警視庁捜査一課十一係（2017年7月 講談社ノベルス / 2019年8月 講談社文庫）
- 鷹の砦 警視庁捜査一課十一係（2017年12月 講談社ノベルス / 2020年2月 講談社文庫）
- 凪の残響 警視庁捜査一課十一係（2018年10月 講談社ノベルス / 2020年11月 講談社文庫）
- 天空の鏡 警視庁捜査一課十一係（2019年10月 講談社ノベルス / 2021年11月 講談社文庫）
- 賢者の棘 警視庁捜査一課十一係（2020年11月 講談社ノベルス / 2023年11月 講談社文庫）
- 魔弾の標的 警視庁捜査一課十一係（2022年12月 講談社ノベルス / 2025年2月 講談社文庫）
- 鴉の箱庭 警視庁捜査一課十一係（2023年12月 講談社ノベルス）
- 罪の硬度 警視庁捜査一課十一係（2025年3月 講談社ノベルス）

### 特捜7シリーズ
- 特捜7 銃弾（2014年5月 新潮社）
  - 【改題】水葬の迷宮 警視庁特捜7（2017年9月 新潮文庫）
- 死者の盟約 特捜7（2016年3月 新潮社）
  - 【改題】死者の盟約 警視庁特捜7（2019年4月 新潮文庫）

### 重犯罪取材班・早乙女綾香シリーズ
- 屑の刃 重犯罪取材班・早乙女綾香（2014年10月 幻冬舎文庫）
- 沈黙する女たち（2017年10月 幻冬舎文庫）

### 警視庁文書捜査官シリーズ
- 警視庁文書捜査官（2015年1月 KADOKAWA / 2017年1月 角川文庫）
- 永久囚人 警視庁文書捜査官（2017年3月 KADOKAWA / 2018年4月 角川文庫）
- 緋色のシグナル 警視庁文書捜査官エピソード・ゼロ（2018年1月 角川文庫）
- 灰の轍 警視庁文書捜査官（2018年11月 角川文庫）
- 影の斜塔 警視庁文書捜査官（2019年4月 角川文庫）
- 愚者の檻 警視庁文書捜査官（2019年11月 角川文庫）
- 銀翼の死角 警視庁文書捜査官（2020年5月 角川文庫）
- 茨の墓標 警視庁文書捜査官（2021年3月 角川文庫）
- 琥珀の闇 警視庁文書捜査官（2023年2月 角川文庫）
- 追憶の彼女 警視庁文書捜査官（2024年3月 角川文庫）
- 最後の告発 警視庁文書捜査官（2025年4月 角川文庫）

### 警視庁公安分析班シリーズ
- 邪神の天秤 警視庁公安分析班（2021年3月 講談社ノベルス / 2021年12月 講談社文庫）
- 偽神の審判 警視庁公安分析班（2021年5月 講談社ノベルス / 2022年1月 講談社文庫）

### 凍結事案捜査班シリーズ
- 凍結事案捜査班 時の呪縛（2023年8月 文春文庫）
- 凍結事案捜査班 時の残像（2024年12月 文春文庫）

### その他
- ヴェサリウスの柩（2006年9月 東京創元社 / 2012年5月 創元推理文庫）
- 真夜中のタランテラ（2008年9月 東京創元社〈ミステリ・フロンティア〉）
- 深紅の断片 警防課救命チーム（2015年5月 講談社 / 2018年6月 講談社文庫）
- 共犯レクイエム 公安外事五課（2016年12月 ハルキ文庫）
- 骸の鍵（2018年8月 双葉社 / 2025年6月 双葉文庫）
- 擬態の殻 刑事・一條聡士（2019年2月 朝日文庫）
- 無垢の傷痕 本所署〈白と黒〉の事件簿（2021年6月 双葉文庫）
  - 収録作品：星の傷痕 / 美神の傷痕 / 罪の傷痕 / 嵐の傷痕 / 火焔の傷痕
- 殺意の輪郭 猟奇殺人捜査ファイル（2024年6月 朝日文庫）

### アンソロジー
「」内が麻見和史の作品
- 刑事の灯（2020年4月 双葉文庫）「星の傷痕」
- 刑事という生き方（2021年3月 朝日文庫）「沈黙のブラックボックス」
- Day to Day（2021年3月 講談社 / 2021年3月 講談社【愛蔵版】）「5/27 ゆらめく人影」
- これが最後の仕事になる（2024年8月 講談社）「あの人は誰」

### 雑誌掲載短編
- 夏のイカロス 警視庁捜査一課十一係（講談社『メフィスト』2011 VOL.2）
- 沈黙のブラックボックス（光文社『ジャーロ』2013年夏号）
- 星の傷痕（双葉社『小説推理』2018年7月号）
- 美神の傷痕（双葉社『小説推理』2019年10月号）
- 罪の傷痕（双葉社『小説推理』2020年5月号）
- 嵐の傷痕（双葉社『小説推理』2020年9月号）
- 火焔の傷痕（双葉社『小説推理』2021年1月号）

## 映像化作品

### テレビドラマ
- 〈殺人分析班〉シリーズ（WOWOW）
  - 石の繭 殺人分析班（2015年8月16日 - 9月13日、全5話、「連続ドラマW」枠、主演：木村文乃）
  - 水晶の鼓動 殺人分析班（2016年11月13日 - 12月11日、全5話、「連続ドラマW」枠、主演：木村文乃）
  - 悪の波動 殺人分析班スピンオフ（2019年10月6日 - 11月3日、全5話、主演：古川雄輝）
  - 蝶の力学 殺人分析班（2019年11月17日 - 12月22日、全5話、「連続ドラマW」枠、主演：木村文乃）
- 特捜7 銃弾（2016年2月27日、テレビ朝日「土曜ワイド劇場」枠、主演：中村俊介）
- 未解決の女 警視庁文書捜査官（テレビ朝日）
  - 未解決の女 警視庁文書捜査官（2018年4月19日 - 6月7日、全8話、「木曜ドラマ」枠、主演：波瑠）
  - 未解決の女 警視庁文書捜査官〜緋色のシグナル〜（2019年4月28日、「日曜プライム」枠、主演：波瑠）
  - 未解決の女 警視庁文書捜査官 シーズン2（2020年8月6日 - 9月17日、全7話、「木曜ドラマ」枠、主演：波瑠）
- 邪神の天秤 公安分析班（2022年2月13日 - 4月17日 、全10話、WOWOW「連続ドラマW」枠、主演：青木崇高、原作：邪神の天秤 警視庁公安分析班 / 偽神の審判 警視庁公安分析班）